# Herman von Burghausen
Herman von Burghausen (före adlandet von Husen), född i Estland, död 4 december 1676 utanför Lund, var en svensk kavallerieofficer. Han var far till Herman Johan von Burghausen.
Herman von Burghausen var son till den tyskbaltiske kaptenen Hans von Husen. I Estland ägde han godset Kotko i Peves socken, Narva län. Burghausen inträdde i svensk krigstjänst 1639, var korpral vid Åbo och Björneborgs läns kavalleriregemente, blev löjtnant vid Åbo läns infanteriregemente och 1649 kapten vid Viborgs läns kavalleriregemente. 1650 erhöll han Moiniemi säteri i Kerimäki socken i donation för sina militära insatser och adlades 1652. Han bevistade som adelsman riksdagarna 1652 och 1668, då som ledamot i deputationen över Kunglig Majestäts proposition och var utskottet för reduktionsaffärerna samt 1672, då han var ledamot av utskottet angående kontributionen. Burghausen befordrades 1657 till major och 1659 till överstelöjtnant. Han erhöll 1665 Kunglig Majestäts tillstånd att värva ett eget regemente och blev 1667 år överste för detta så kallade Andra viborgska dragonregementet eller nya karelska dragonregementet, även kallas burghauserska dragonregementet. Regementet räknade 1668 över 300 man, men kom senare på grund av deserteringar att minska. På grund av att man brukade en vit och fyra svarta fanor kom regementet även att kallas "de svarta fanorna". Regementet hade främst uppgiften att bevaka den ryska gränsen. 1672 kommenderades två av dess kompanier över till Pommern.
Vid krigsutbrottet 1675 räknade regementet tolv kompanier. Vid mönstringen i Markaryd 24 oktober 1676 räknade det 724 man. I slaget vid Lund fick regementet sitt elddop och undergång. Regementet ingick i vänstra flygeln med två skvadroner i första träffen under generallöjtnant Johan Galle och en i andra under Johan Benedict von Schönleben medan en skvadron ingick i centerns andra träff. Då vänstra flygeln under centerns marsch söderut mot Lund fick order att säkra flanken mot danska anfall österifrån, angreps Burghausens regemente av den danska högra flygeln vid Vallkärra och Nöbbelöv. Dragonerna, som slogs till fots men nu saknade stöd av pikenerare och därtill kom att bli åtskiljda från Västgöta ryttare blev tillintetgjorda av det danska kavalleriet. De flesta, däribland Burghausen själv stupad, och endast ett fåtal lyckades ta sig tillbaka till de svenska linjerna, och av dess fanor föll sex i fiendens händer. Man drog dock genom detta uppmärksamheten från övriga trupper på den vänstra flygeln, och bidrog därmed till den svenska segern.